# گورکن بدبو
گورکن بدبو (نام علمی: Mydaus) نام یک سرده از تیره گندراسو است.